# Kinto Sol
Kinto Sol (gegründet 1999) ist eine US-amerikanische Hip-Hop-Gruppe mit Sitz in der Stadt Milwaukee in Wisconsin. Sie besteht aus den drei Brüdern DJ Payback García (Javier García), El Chivo (Eduardo García) und Skribe (Manuel García; Leiter der Gruppe), die aus Irámuco, Guanajuato stammen.
Die Gruppe rappt hauptsächlich auf Spanisch und vermischt dabei traditionelle mexikanische Musik mit Hip-Hop-Beats. Sie betreibt das eigene Plattenlabel Virus Enterprises LLC, das sich auf lateinamerikanischen Hip-Hop spezialisiert hat.
Das Kinto-Sol-Album Los Hijos Del Maiz wurde 2008 von Billboard als bestes Latin/Hip-Hop-Album des Jahres ausgezeichnet.

## Diskographie
Alben
- Kinto Sol (1999, Virus Enterprises)
- Del norte al sur (2001, Disa / Universal Music Group)
- Hecho en Mexico (2003, Disa)
- La sangre nunca muere (2005, Disa)
- Los hijos del maiz (2007, Univision Music Group)
- 15 rayos (2007, Univision)
- Carcel de sueños (2009, Machete Music)
- El último suspiro (2010, Machete Music)
- Familia, fe y patria (2012, Sony Music Latin)
- La tumba del alma (2013, Virus Enterprises)
- Protegiendo el penacho (2015, Virus Enterprises)
- Lo ke no se olvida (2016, Virus Enterprises)
- Somos once (2017, Virus Enterprises)
- Lengua Universal (2018, Virus Enterprises)